# Ghost Rider (Marvel Comics)
Motoqueiro Fantasma (Ghost Rider, no idioma original) é um personagem e o nome de diversos anti-herois sobrenaturais das histórias em quadrinhos publicada pela editora Marvel Comics e a editora já havia usado esse nome para um personagem do faroeste, que mais tarde recebeu a alcunha de Cavaleiro Fantasma.
O primeiro Motoqueiro Fantasma foi Johnny Blaze, criado pelo desenhista Mike Ploog e os escritores Roy Thomas e Gary Friedrich, e Publicada pela primeira vez em Ghost Rider (1973) n° 11/1973 - Marvel Comics (Novembro de 1973). Blaze, para salvar a vida de seu pai, fez um pacto com "Satã" (que mais tarde foi revelado como sendo o demônio Mephisto) em troca de sua alma. À noite, perto de maldades sendo cometidas, ou sobre extrema pressão, Blaze vê sua própria carne ser consumida em fogo infernal, deixando-o com a aparência de um esqueleto em chamas - eventualmente Blaze descobre que ele foi ligado ao demônio Zarathos. Ele conduz uma moto igualmente em chamas. Blaze estrelou a revista Ghost Rider de 1972 a 1983. Nota-se, porém, que Blaze ainda é o personagem mais conhecido ao usar o nome de Motoqueiro Fantasma, título e cargo que utiliza até hoje.
Já em 1990, o terceiro volume da revista apresentou Danny Ketch, criado por Howard Mackie e Javier Saltares, como o novo Motoqueiro Fantasma. Após ele e sua irmã serem perseguidos por uma gangue de ninjas, Ketch acaba encostando em uma motocicleta amaldiçoada com a essência do Espírito da Vingança e tem seu corpo possuído. Blaze também apareceu nesse volume da revista, porém como personagem coadjuvante. Após o término do volume, que perdurou até 1998, Blaze retornou ao "cargo" de Motoqueiro Fantasma.
Durante o crossover A Essência do Medo, em 2011, a nicaraguense Alejandra assumiu o posto de Motoqueira Fantasma após um ritual feito por um homem chamado Adão. Essa versão, que demonstrou diversos poderes diferentes da outras versões do anti-herói, durou apenas algumas edições - e ao final do crossover, Johnny Blaze retomou seus poderes e o título de Motoqueiro Fantasma.
Em março de 2014, como parte da iniciativa Marvel Now (Nova Marvel, no Brasil), a revista All-New Ghost Rider #1 apresenta o adolescente Robbie Reyes como o novo personagem a usar o título (que se chama agora de Motorista Fantasma), após ser brutalmente assassinado e queimado vivo. Reyes volta da morte graças ao carro que dirigia, um Dodge Charger que era assombrado pelo fantasma de Eli Morrow. Entre as mudanças, destaca-se que dessa versão do anti-herói dirige um carro ao invés de uma motocicleta.
Nicolas Cage interpretou Johnny Blaze nos filmes Motoqueiro Fantasma, em 2007, e na sequência, Espírito da Vingança, em 2012. O seriado Agents of S.H.I.E.L.D. apresentou Gabriel Luna como Robbie Reyes.

## Johnny Blaze
Johnathon Richard Thomas Blaze era um artista de manobras em motocicletas que aceitou hospedar a alma de Zarathos, em troca da salvação de Barton Blaze, pai biológico de Blaze e dono do local de exibições das motos.
Esse Motoqueiro Fantasma fez parte, nos anos 70, do supergrupo conhecido como Campeões, juntamente com Anjo, Homem de Gelo, Viúva Negra, Hércules e Estrela Negra.
Roxanne Simpson, filha natural de "Crash" Simpson, foi a primeira pessoa a descobrir que o Motoqueiro Fantasma e Johnny Blaze eram a mesma pessoa. Por muito tempo, a força do amor de Roxanne era a única coisa que mantinha Satã longe do Motoqueiro Fantasma. Satã, porém, conseguiu enganá-la usando imagens falsas de seu falecido pai. Assim que Roxanne retirou a proteção, Satã tomou os poderes do Motoqueiro. Porém, Blaze conseguiu se safar com a intervenção de Daimon Hellstrom, o filho de Satã, que havia virado exorcista na Terra.
Algum tempo depois, Blaze conseguiu encarcerar Zarathos numa joia chamada Cristal Espiritual. Livre do demônio, Johnny ainda tinha os poderes porém depois de algum tempo Zarathos voltou então Johnny fugiu para o outro lado do mundo.

## Danny Ketch
O novo Motoqueiro Fantasma surgiu no ano de 1990. Em suas primeiras histórias, Dan e Barbara Ketch são perseguidos em um ferro velho. Em determinado momento, Dan acha uma moto abandonada, e, ao tocar involuntariamente na tampa do tanque da referida moto, acaba se transformando no novo Motoqueiro Fantasma, que leva Barbara até um hospital. Posteriormente, seria descoberto que se tratava do espírito de Noble Kale, um ancestral comum de Johnny Blaze e Danny Ketch,mas o Motoqueiro Fantasma continua sendo Johnny Blaze
Antes de descobrirem que eram irmãos, Blaze e Ketch brigaram algumas vezes, já que o primeiro achava que Zarathos estava à solta. Seu primeiro encontro foi no primeiro caso do Motoqueiro, quando este enfrentou e venceu por duas vezes um maníaco de dentes mecânicos conhecido como Blecaute. Na primeira, Blecaute teve a infeliz ideia de cravar os dentes no casaco do Motoqueiro, o que lhe causou queimaduras na face. Na segunda, o Motoqueiro enfrentava Blecaute para tentar salvar a vida de uma criança. Durante a luta, Blaze percebeu que não era o mesmo espírito que comandava o novo Motoqueiro, e o ajudou, atingindo Blecaute com um disparo de sua arma que, inexplicavelmente, passou a despejar o fogo infernal.
No Brasil, esse Motoqueiro Fantasma foi publicado pela Editora Abril, no título Super Aventuras Marvel (as primeiras aventuras, somente), em Hulk, e em Marvel 97 e 98.
Ele chegou a fazer parte de uma formação alternativa do Quarteto Fantástico, juntamente com Wolverine, Hulk e Homem-Aranha.

## Robbie Reyes
Em março de 2014 a Marvel Comics estreou uma nova revista do Ghost Rider intitulada All-New Ghost Rider no original como parte da sua iniciativa conhecida como Marvel NOW! (Nova Marvel no Brasil), criada pelo escritor Felipe Smith e pelo desenhista Tradd Moore. Nela, o protagonista é Robbie Reyes, um jovem latino que vive na zona leste de Los Angeles - e que ao invés de uma motocicleta, dirige um muscle car preto, uma das grandes (e controversa, na opiniões de alguns) mudanças do título.
Robbie, cujo visual teve inspiração em Zayn Malik, da banda One Direction segunda a editora chefe da nova revista, é um estudante que trabalha numa oficina mecânica e que mora com seu irmão menor Gabe, que tem debilidade de desenvolvimento. Robbie, buscando uma vida melhor para ele e seu irmão, longe de sua vizinhança cheia de problemas de gangues, drogas, assaltos, e bullying, acaba se envolvendo em um corrida de rua. Para ganhar a corrida, ele usa um muscle car que estava na oficina que trabalha, sem saber que pertencia a um chefão do tráfico, e que a mala do carro está cheia de pílulas contendo a Fórmula Hyde de Calvin Zabo. Durante a corrida, Robbie é perseguido por mercenários de Zabo que buscam recuperar a droga, e quando eles o encurralam, Robbie é massacrado e consumido em chamas pelo fogo que os mercenários atearam no carro após recuperar as drogas.
Entretanto, Robbie é logo revivido como um ser demoníaco com uma cabeça flamejante, um misto de capacete e caveira. Ele entra no carro, agora tão flamejante quanto ele, e dirige, perseguindo seus executores, e, após matar alguns deles, aparentemente desaparece em uma explosão. No dia seguinte, Robbie acorda com memórias confusas sobre a noite anterior, e percebe que um de seus olhos se tornou laranja. Mais tarde, após se transformar no Espírito da Vingança novamente para combater alguns capangas que vieram buscar o carro, a entidade que amaldiçoava o carro aparece para Robbie, Introduzindo a si mesmo como o espírito de Eli Morrow, um homem que foi assassinado por membros de gangues a tempos atrás. Eli oferece à Robbie ajuda para proteger o irmão dele e limpar sua vizinhança dos perigos que a cercam. Robbie, então, aceita.

## Frank Castle
Em um universo perturbado o Motoqueiro Fantasma Cósmico é Frank Castle, o Justiceiro. Ele morreu devido a uma pedrada na cabeça durante a aniquilação dos heróis da Terra por Thanos, que levou Frank direto ao inferno. Lá seu ódio por Thanos ganhou nova vida nas mãos de Mefisto, que lhe concedeu vida nova como Motoqueiro Fantasma de uma terra desolada.
Em meio a uma literal chuva de sangue chitauri o Motoqueiro Fantasma Cósmico faz sua primeira aparição. A intenção insana do motoqueiro era levar o Thanos do presente para o futuro onde o titã finalmente dominou o universo. Nesta realidade Thanos venceu todos os heróis e chacinou o universo. Seu trono foi erguido dentro da boca do crânio de Galactus.
O currículo deste Thanos é vasto. Ele venceu todos os heróis da Terra incluindo Thor e Maestro. Matou Celestiais com o poder de Inumanos mortos. Vitorioso, porém sozinho, contando apenas com a companhia do Motoqueiro Fantasma Cósmico e seu cão Hulk. Todas as manhãs o Thanos do futuro tomava o crânio do Motoqueiro Fantasma Cósmico e usava em si o Olhar da Penitência apenas como diversão.
Galactus surge ferido em busca de ajuda dos heróis da Terra, mas todos os heróis estavam mortos. Restou apenas um insano demônio que se torna o Motoqueiro Fantasma Cósmico que virou arauto de Galactus. Tudo para enfrentar a crescente ameaça do titã louco Thanos.
Castle adquiriu poderes cósmicos como arauto do devorador de mundos, confrontou novamente Thanos, acabou servindo ao Titâ Louco. Castle morreu novamente ao ser atingido pelo Mjlonir empunhado pelo Surfista Prateado.
Morto pelo Surfista Prateado com Mjolnir Frank Castle é resgatado por Odin e ganha o direito de viver a vida de um grande guerreiro no Valhalla. Obviamente esta foi uma péssima ideia e Odin acaba pedindo educadamente para ele sair, mas lhe dá a oportunidade de fazer tudo certo desta vez. Frank decide viajar no tempo para acabar com o mal antes mesmo dele surgir, ele decide ir para o passado e matar Thanos ainda bebê.
O plano falha pois o Motoqueiro Fantasma Cósmico simplesmente não conseguiu matar uma criança inocente.
No lugar de matar o bebê Frank Castle decide cria-lo do jeito certo, para que ele não se torne o destruidor do futuro. Para isso ele busca ajuda de Galactus, que acredita que a criança deva ser morta e acaba chamando a atenção de Uatu, o vigia. Para chamar a atenção da entidade cósmica que vigia tudo Frank acredita estar fazendo a escolha certa, mas não está.
o Motoqueiro Fantasma Cósmico passa a levar o pequeno Thanos a tira-colo amarrado umbilicalmente a ele com delicadas correntes vermelhas. Cable como o líder de uma versão futurista dos Guardiões da Galáxia, que conta com Howard, o Pato como o Fanático, Rocket Racoon usando uma armadura feita de Groot, Capitã Marvel Kamala Khan com o escudo do Capitão América a batalha começa com frank tentando não ser violento na frente do bebê Thanos. Frank pede para o Vigia vigiar o bebê Thanos.
O Motoqueiro Fantasma Cósmico então desencadeia uma série de viagens temporais de Cable sempre trazendo mais heróis para serem destroçados. Alguns queimam, mas a maioria é cortada ao meio. Cable não desiste até que ele é morto por outro viajante do tempo. O filho adotivo do Motoqueiro Fantasma Cósmico, Thanos, o Justiceiro.
Thanos foi vitorioso mas no final, depois de destruir toda existência e só sobrar as duas versões. O nosso Thanos fica com nojo dessa versão poderosa mas sentimental e acredita que no final ele perdeu. Por isso ele acaba “deixando” Gamora matá-lo para que o futuro que vislumbrou não ocorra. Ele até faz um certo favor para Frank Castle em uma visita casual para Mefisto avisando o demônio para deixar o Justiceiro em paz. Bem, assim que Gamora mata Thanos ele vai até lá prestar sua devida homenagem mijando fogo em seu corpo.

## Séries recentes do Motoqueiro Fantasma
Também em 2005 foi publicada uma minissérie do selo Marvel Knights do Motoqueiro Fantasma, escrita pelo prestigiado roteirista Garth Ennis e desenhada por Clayton Crain. Por conta do sucesso da minissérie, o Espírito da Vingança ganhou um título mensal nos Estados Unidos, dessa vez com roteiros de Daniel Way e os desenhos realistas de Mark Texeira, que mostrará mais detalhes sobre os Espíritos da Vingança anteriores a Blaze.
Anteriormente a essa fase, tem-se a aparição do personagem no extinto Universo Marvel 2099 (estreando na revista X-Men 2099). Zero Cochrane, um hacker fugitivo, é salvo da morte por membros de um misterioso conselho que vive num lugar chamado Oficina Fantasma, que fica escondida no Ciberespaço. A ele é dada uma opção: voltar ao mundo real como arauto dos membros do conselho e, de quebra, vingar-se dos que tentaram matá-lo.
Em verdade não se tratava de uma figura espiritual, como sua versão no presente, mas sim, de um robô de combate de alta tecnologia. Dentre suas características de combate estão a capacidade de ocultamento, camuflagem (podendo assumir a forma da qualquer pessoa), olhos lançadores de raios laser de alta potência, uma garra na mão direita composta por uma liga de metal super resistente e de uma motosserra energizada na mão esquerda (sua marca registrada).
Ao contrário da sua versão presente, o Motoqueiro Fantasma não tem objetivos altruístas, apenas é movido pela raiva causada pelas grandes corporações que causam injustiças e sofrimento para as pessoas que ele conhece.
Por várias vezes ao invés de enfrentar vilões com super poderes travou grandes batalhas com a polícia e outras forças de segurança pública.

## Poderes, Habilidades e Acessórios
O Motoqueiro Fantasma poderia ser considerado equivalente a um Mutante nível ômega, por ter poderes de natureza sobrenatural como:
- PODERES: • Quase Onipotência  • Quase Onisciência  • Quase Onimagia  • Imortalidade  • Regeneração  • Super Força  • Super Resistência  • Super Velocidade  • Super Vigor  • Transformação de Fogo (Normal e Infernal)  • Produção de Fogo (Normal e Infernal)  • Controle de Fogo (Normal e Infernal)  • Muda de Tamanho  • Projeção de Corrente Mística  • Aprimora Qualquer Coisa que Usa  • Senti a Presença de Espíritos Perversos  • Se Alimenta de Almas, Medo e Ódio  • Olhar de Penitência  HABILIDADES:  Especialista em Acrobacias: Blaze é um especialista em acrobacias com motos.  Habilidoso Combatente Corpo-a-Corpo: Embora ele não tenha tido treinamento adequado, Blaze também é um formidável combatente corpo a corpo e tornou-se perito em usar seus poderes em situações de combate.  Conhecimento do Oculto: O Motoqueiro Fantasma possui conhecimento do oculto e do sobrenatural.  ACESSÓRIOS:  TRANSPORTE:  Moto do Motoqueiro Fantasma: Sua moto, quando misturada ao fogo infernal é quase indestrutível, e mesmo quando é destruída, ela se reconstrói. Com a moto, ele é capaz de caminhar e correr sobre superfícies líquidas, verticais e concede a capacidade de viajar por entre as dimensões.  ARMAS:  Corrente Mística: O portador pode movê-la com telecinese, ela é Infinita, quase indestrutível e cada elo pode ser arremessado.  Escopeta: Com munição infinita e tiros de fogo muito potentes.  Facas: Usadas para escalar ou atacar seus inimigos.

E de acordo com o Doutor Estranho, o Motoqueiro Fantasma tem poder místico o suficiente para enfrentar o Hulk. Na saga Hulk Contra o Mundo o Motoqueiro Fantasma lutou contra o Gigante Esmeralda, porém apesar do fogo incessante que foi lançado contra Hulk ele não caiu, a luta não foi terminada, mas o poder de ambos os lados estava igualado, no entanto, o Motoqueiro Fantasma não usou de suas armas mais poderosas contra o gigante, sua corrente que queima a vida de seus inimigos, e seu Olhar da Penitência (seu ataque mais poderoso capaz de causar morte instantânea), pois o Motoqueiro, sabendo que o que movia o Hulk era vingança e tendo em vista que o Golias Esmeralda estava agindo por acreditar que os Illuminati destruíram sua família, deixou o gigante ileso.

## Vilões
| - Aqueduct - Coração Negro - Blackout - Centurious - Algoz - Lilith - Lúcifer - Mephisto | - Scarecrow - Sin-Eater - Snowblind - Vingança - Zodíaco |

## Outras mídias

### Adaptação para os cinemas
Em 2005, o diretor Mark Steven Johnson (que dirigiu a adaptação de Demolidor para os cinemas) iniciou as gravações do filme do Motoqueiro Fantasma, que é estrelado por Nicolas Cage, que é um fã do personagem, Raquel Alessi, Angry Anderson, Arthur Angel, Wes Bentley, Peter Callan, Sam Elliott, Peter Fonda, Donal Logue e Eva Mendes e distribuído pela Columbia Pictures. O filme estreou em 16 de fevereiro de 2007 nos cinemas mundiais e foi lançado 2 de Março nos cinemas brasileiros.
É interessante também saber que o visual da moto do Motoqueiro se baseia nos moldes de uma moto "chopper". As chopper são motos que derivam das custom, com a diferença na posição do tanque que é alto na frente e baixo atrás formando uma linha com o eixo da roda traseira, o garfo da frente tem um ângulo em relação ao motor maior que nas custom e seu comprimento também é maior deixando a distância entre eixos bem grande. Este estilo de moto tem a filosofia de retirar tudo o que não é necessário em uma moto, dai vem seu nome que em inglês significa cortar, geralmente não possuem banco de passageiro, alforges, para-lamas dianteiros, porém seu visual é bastante despojado e agressivo.
Em 2013, o chefe da Marvel Studios, Kevin Feige, revelou que os direitos cinematográficos do Motoqueiro Fantasma, ao lado do caçador de vampiros Blade, voltaram a pertencer ao estúdio.

#### Mudanças
O vilão Blackheart é originalmente, inimigo de Danny Ketch, e  nos quadrinhos tinha a aparência de um demônio mesmo e no filme ele aparece com uma forma mais humana. Existe uma referência do filme à HQ, após Blackheart obter o Contrato de San Venganza, ele se torna o "Legião" e fala: "Meu nome é Legião, pois somos muitos", na HQ de número 17 da primeira saga de Johnny Blaze, Katy Milner (Uma ilusão criada em torno de Roxanne Simpson) é possuida por essa entidade Legião que possui a mesma fala.

#### Sequência
Cage interpreta o personagem novamente na sequência de 2012 Ghost Rider: Spirit of Vengeance em que, ao contrário do primeiro filme, o ator também interpretou o Motoqueiro Fantasma via captura de movimento e a motocicleta usado é um Yamaha V-Max. No filme, ao derrotar o vilão Mefisto e enviá-lo ao inferno, Zarathos encontra sua redenção e volta a ser um anjo bom. A representação disso é a sua chama, que muda do vermelho (agressivo) para o azul (suave).
Apesar das receitas relativamente boas do filme, em maio de 2013 os direitos do Motoqueiro Fantasma foram revertidos para a Marvel Studios

### Série de TV
Robbie Reyes, interpretado por Gabriel Luna, apareceu como Motorista Fantasma na quarta temporada da série Agents of S.H.I.E.L.D..

### Desenhos Animados
- Nos anos 90, a versão de Danny Ketch apareceu no desenhos do Quarteto Fantástico e O Incrível Hulk, e fez uma rápida aparição em X-Men, na mente de Gambit.
- O Motoqueiro Fantasma, na versão de Johnny Blaze, aparece em Hulk e os Agentes de S.M.A.S.H..

### Videogames
- O Motoqueiro Fantasma é estrela do seu próprio jogo, baseado no filme do cinema, o jogo conta com variados níveis onde o jogador deve destruir grupo de demónios com suas correntes e sua caçadeira, há fases também sobre a moto, onde o principal objectivo é chegar vivo ao final da pista repleta de obstáculos e inimigos.
- Em Marvel Ultimate Alliance, o Motoqueiro Fantasma é jogável em todas as plataformas, sendo que seu ataque extremo é o Vengeance e suas roupas são: Classic, Original, Vengeance e Western.
- Motoqueiro Fantasma (Johnny Blaze), aparece como personagem não jogável no final do personagem Dante, de Devil May Cry, em Marvel vs. Capcom 3: Fate of Two Worlds. Mas em Ultimate Marvel vs. Capcom 3 passa a ser um personagem selecionável/jogável.[11]
- O Motoqueiro Fantasma também aparece como personagem jogável no modo livre do jogo Lego Marvel Super Heroes com sua moto.
- O Motoqueiro e o Motorista são dois personagens que pode ser obtido no jogo Marvel Future Fight Para iOs e Android.
- O Motoqueiro Fantasma também aparece em Marvel Tournament of Champions como personagem jogável.
- Em Marvel Strike Force, para dispositivos móveis, o Motoqueiro Fantasma (Ghost Rider) é um personagem desbloqueável e jogável.
- Marvel Puzzle Quest inclui as versões de Johnny Blaze e Robbie Reyes como personagens jogáveis, além de uma encarnação original, um Deadpool que virou o Espírito de Vingança e dirige um caminhão de tacos.[12][13][14]
- O Motoqueiro Fantasma é personagem jogável em Lego Marvel Super Heroes e Lego Marvel Super Heroes 2.